# Bucy-lès-Pierrepont
Bucy-lès-Pierrepont è un comune francese di 431 abitanti situato nel dipartimento dell'Aisne della regione dell'Alta Francia.

## Società

### Evoluzione demografica
Abitanti censiti